# Eduardo Farías
Eduardo Ignacio Farías Diaz (Santiago, Chile, 1 de enero de 1989) es un futbolista chileno, juega como mediocampista y su equipo actual es San Marcos de Arica de la Primera B de Chile , En Cobresal fue donde hizo todas sus inferiores y en cual debutó el 10 de mayo de 2009 en la derrota por 5:2 frente a Colo-Colo. Hasta la actualidad ha jugado 51 partidos y convertido 3 goles.

## Reconocimientos
El 27 de julio de 2013 es escogido jugador experto del partido en el empate de Cobresal como visita frente a Unión La Calera. En este partido se logra el primer punto del elenco nortino del campeonato apertura 2013, con tres jugadores menos en cancha, y con gran actuación del defensa.

## Clubes
| Club                | País  | Año       | PJ  | Goles |
| ------------------- | ----- | --------- | --- | ----- |
| Cobresal            | Chile | 2009-2014 | 136 | 3     |
| Unión La Calera     | Chile | 2014-2016 | 39  | 0     |
| Magallanes          | Chile | 2016      | 10  | 0     |
| Deportes Iquique    | Chile | 2017-2018 | 4   | 0     |
| Cobresal            | Chile | 2019-2021 |     |       |
| Cobreloa            | Chile | 2022      |     |       |
| San Marcos de Arica | Chile | 2023-Act. |     |       |